# Xyridacma achroiaria
Xyridacma achroiaria är en fjärilsart som beskrevs av Felder 1875. Xyridacma achroiaria ingår i släktet Xyridacma och familjen mätare. Inga underarter finns listade i Catalogue of Life.